# 2000 في الأردن
فيما يلي قوائم الأحداث التي وقعت خلال عام 2000 في الأردن.

## سياسة

### تعيين في المنصب
- 19 يونيو – علي أبو الراغب رئيس وزراء الأردن.

## مواليد

### يناير
- 1 يناير – خلود العميان إعلامية أردنية.

### سبتمبر
- 26 سبتمبر – سلمى بنت عبد الله الثاني أميرة أردنية، ابنة الملك عبد الله الثاني والملكة رانيا.

## وفيات

### ديسمبر
- 22 ديسمبر – حسين أبو حمد (مواليد 1948) ممثل أردني.